# Тондар
Тондар (перс. تندر‎; Гром), также Шахская ассамблея Ирана (перс. انجمن پادشاهی ایران‎), Солдаты Шахской ассамблеи, Монархический комитет Ирана — иранская подпольно-эмигрантская националистическая антиисламистская организация. Выступает против клерикального режима исламской республики, за установление в Иране конституционной монархии. Совершила несколько диверсионно-террористических акций, ведёт активную радиопропаганду, участвует в уличных протестах.

## Традиция
Монархическое сопротивление исламскому фундаментализму началось в Иране ещё до победы Исламской революции. Сторонники шаха Мохаммеда Реза Пехлеви активно проявляли себя при антиисламистских погромах в Исфахане (декабрь 1978), на крупном митинге в Тегеране (февраль 1979). 11 февраля 1979, в день прихода к власти исламских фундаменталистов во главе с аятоллой Хомейни, генерал Бадреи попытался организовать военный отпор (вопреки решению Высшего военного совета) и был убит в уличной перестрелке.
В первые годы клерикального режима Хомейни монархическая оппозиция консолидировалась в эмиграции. Её лидерами являлись преимущественно шахские военные и чиновники — генерал Овейси, генерал Арьяна, адмирал Хабиболлахи, посол Захеди, профессор Нахаванди; из представителей свергнутой династии — более всех принцесса Ашраф Пехлеви. Были созданы организации Иранское движение сопротивления/Армия освобождения Ирана (лидер — Овейси), Азадеган (лидер — Арьяна), Фронт освобождения Ирана (лидер — Али Амини), предпринято вооружённое выступление, названное Переворот Ноже, осуществлён захват ракетного катера Tabarzin. Близ иранских границ в Турции и Ираке базировались лагеря прошахских вооружённых формирований, наносились военные удары по исламской республике. К практическому результату это не привело, но традиция монархической оппозиции сохранилась.

## Идеи
Создание организации Тондар (Гром) инициировал Фатолла Манучехри, он же Фруд Фулаванд — в шахские времена популярный киноактёр и режиссёр. Убеждённый секулярист и антиклерикал, Фруд Фулаванд был принципиальным противником ислама, в котором усматривал не столько религию, сколько антигуманную идеологию (в этом контексте он называл «лучшим мусульманином» аятоллу Хомейни). Режим исламской республики он считал глубоко враждебным иранскому народу.
После Исламской революции Фруд Фулаванд эмигрировал и обосновался в Великобритании. Его ближайшими соратниками являлись представители эмигрантской интеллигенции — Искандер Вализаде, Джамшид Шармахд, Назим Ахангар. Он был авторитетен среди иранской диаспоры Европы и Америки, пользовался поддержкой видных её фигур. Наладилось активное взаимодействие с Jamestown Foundation. Его репутация как кинематографиста и публициста способствовала сохранению связей внутри Ирана.
Идеология организации характеризуется как «смесь националистических тенденций древнеперсидского происхождения и социалистических идей при полном отказе от ислама». Политической целью объявлено восстановление шахской монархии — отсюда ряд названий (Шахская ассамблея, Монархический комитет), подчёркивающих монархический характер Тондар. При этом Фруд Фулаванд негативно оценивал деятельность последнего монарха династии Пехлеви, «своей пассивностью допустившего установление диктатуры мулл». Он предполагал, что будущего шаха иранцам ещё предстоит избрать. Фруд Фулаванд и его соратники публично отдавали предпочтение мирным формам борьбы, осуждали насилие, однако давали понять, что иранские реалии могут побудить радикальных активистов к действиям иного характера.
Эмблемой Тондар является Деравш Кавиани.

## Теракты
Первой крупной акцией, в связи с которой широко прозвучало название Тондар, стал отказ иранских пассажиров покинуть самолёт Lufthansa в аэропорту Брюсселя 11 марта 2005 года. Заявление для прессы сделал Армин Атшгар, назвавшийся членом Шахской ассамблеи: «Мы хотим, чтобы Европейский союз убрал исламских лидеров из Ирана». Была развёрнута активная антиисламистская радиопропаганда с призывами к свержению правящего режима, которой руководил Джамшид Шармахд.

Храбрые Солдаты Шахской Ассамблеи Ирана атаковали центр террористического исламского режима в Ширазе. Ассамблея полна решимости освободить Иран от безжалостных исламских правителей. Уже более года мы предупреждали террористические организации Пасдаран и Басидж, чтобы они прекратили поддерживать жестокий исламский режим и подавлять иранцев. Теперь Тондар начинает следующий цикл операций. Мы ещё раз обращаемся к тем, кто преграждает путь к свободе и процветанию: прекратите подвергать риску свою жизнь и жизнь ваших родных, защищая коррумпированных мулл. Присоединяйтесь к Солдатам Кира Великого.

В январе 2007 года Фруд Фулаванд, Искандер Вализаде и Назим Ахангар отправились в поездку по Турции и Иракскому Курдистану. Все трое пропали без вести — предположительно были похищены агентами иранских спецслужб и либо убиты, либо скрыты в иранских тюрьмах. Однако деятельность Тондар от этого не прервалась. Уже в марте 2007 иранские активисты в США протестовали против репрессий иранских властей в ходе празднования Новруза.
Организацию Тондар обвиняют во взрыве мечети Хосейнийе-Шохада в Ширазе 12 февраля 2008 года. Погибли четырнадцать человек, более двухсот были ранены. Трое активистов — студенты Мохсен Эсламян и Али Азгар Паштар, подсобный рабочий Рузбе Яхьязаде — были приговорены к смертной казни и повешены в апреле 2009 года.
Боевикам Тондар приписывается план взрыва российского генконсульства в Реште — в продолжение серии терактов, начатой в Ширазе. Однако эта акция была предотвращена. В ходе расследования были арестованы несколько человек. Власти исламской республики характеризовали Тондар как «террористическую сеть монархистов, связанных с США, Британией и Израилем».
12 января 2010 года в Тегеране был убит физик Масуд Алимохаммади, занятый в иранской ядерной программе. Вслед за этим в Интернете появилось заявление от имени Шахской ассамблеи о взятии на себя ответственности — Алимохаммади характеризовался как функционер режима. Вскоре представитель Тондар выступил с опровержением, заявив, что первоначальная публикация была сфабрикована иранской спецслужбой. За это убийство был осуждён и казнён спортсмен Маджид Джамали Фаши, обвинявшийся в выполнении израильского заказа. Органы пропаганды исламской республики приписывают убийство Тондар, либо связанному с монархистами Иранскому фронту освобождения, однако ни обвинения, ни опровержения не сопровождаются доказательствами.

## Протесты
Активисты Тондар участвовали в иранских протестных выступлениях 2009—2010 годов. Они участвовали в уличных столкновениях, вели активную видео- и аудиопропаганду. 20 июня 2009 активист Биджан Аббаси совершил взрыв на могиле Хомейни — погибли три человека, в том числе сам Аббаси, восемь получили ранения.
Власти ответили жёсткими репрессиями, был произведён ряд арестов. Группа студентов, рабочих, мелких предпринимателей обвинялась в членстве в Шахской ассамблее, совершении терактов, планах свержения исламской республики, хранении оружия, употреблении алкоголя и наркотиков. Были казнены через повешение студенты Мохаммед Реза Али Земани, Араш Рахманипур, танцовщица Захра Бахрами (в её случае политические обвинения в ходе следствия заменили на контрабанду наркотиков); правозащитник Насири Вахид Хади скончался в результате голодовки.
Во всех указанных случаях власти инкриминировали арестованным и осуждённым причастности к Шахской ассамблее Ирана. Со своей стороны, руководство Тондар признавало это не всегда. Иногда связь ограничивалась передачей информации из Ирана на радио Тондар в Лондоне.
В ходе последующих иранских протестов (2017—2020) также появлялась информация о популярности прошахских лозунгов и участии монархистов. Структура официально ориентируется на мирный протест, отмежёвывается от насильственных действий. Входит в коалицию Национальный совет Ирана.
Штаб-квартира и радиостанция Тондар базируются в Лондоне. Другой организационно-политический центр находится в США. Джамшид Шармахд, имевший в том числе немецкое гражданство, с 2003 проживал в Лос-Анджелесе.

## Арест и казнь Джамшида Шармахда
В начале августа 2020 года Министерство разведки Ирана объявило об аресте Джамшида Шармахда. Он был продемонстрирован по телевидению с завязанными глазами. Каким образом Шармахда удалось арестовать в США, в сообщении не уточнялось. Позднее было заявлено, что арест произведён на иранской территории. Затем выяснилось, что Шармахд был тайно вывезен сотрудниками иранских спецслужб в Иран из Дубая.
Власти исламской республики обвинили Шармахда в организации и планировании ряда терактов, включая взрыв в Ширазе, поджог НПЗ в Имамшехре, подготовку взрывов мавзолея Хомейни, книжной ярмарки в Тегеране, российского генконсульства в Реште. При этом посольство РФ в Иране опровергло «недостоверные сообщения» и отказалось комментировать «непроверенные слухи».
В последних числах октября 2024 года появились сообщения о казни Шармахда. В ответ на казнь в Германии будут закрыты все три иранских генеральных консульства.